# 图宁根
图宁根是德国巴登-符腾堡州的一个市镇。总面积15.59平方公里，总人口2920人，其中男性1444人，女性1476人（2011年12月31日），人口密度187人/平方公里。